# Антоній (Нарожицький)
Митрополит Антоній Нарожницький, також Нарожицький (*до 1700, Україна — 9 (20) жовтня 1748, Тобольськ) — український релігійний діяч, представник потужної плеяди православних місіонерів Гетьманщини у країнах Західного Сибіру. Засновник Тобольської духовної семінарії і в цілому системи освіти у країнах ханти та мансі.
Єпископ Російської православної церкви (безпатріаршої), митрополит Тобольський та Сибірський РПЦ (б).

## Життєпис
Народився в м. Самбір на Західній Україні, навчався у Київській духовній академії.
Намісник Свято-Троїцької Сергієвої лаври, де 26 вересня (7 жовтня) 1742 р. відбулася його хіротонія в сан митрополита Тобольського та Сибірського РПЦ (б).

### Архієрейська діяльність
До Тобольська прибув 19 лютого (2 березня) 1743 р.
Залишив після себе у Сибірській губернії багато кам'яних храмів.
Невдовзі після прибуття Антонія до Тобольська тодішнє духовне єпархіальне правління перейменовано на консисторію.
Також видав наказ аби церковнослужителі віддавали до Тобольської слов'яно-латинської школи своїх синів, віком від 8 до 18 років. Замість старого приміщення школи, збудував новий кам'яний будинок для семінарії. Потім відправив архімандрита Спаського монастиря Димитрія Сміловського до України, аби той привіз вчителів. Коли ті прибули в Тобольськ, митрополит 1744 р. відкрив семінарію:25.
Через чотири роки після заснування семінарії, учні старших класів уже виголошували у храмах власні проповіді.
Заснував у семінарії бібліотеку, пожертвувавши 27 томів фоліантів власної бібліотеки із творами святих Отців Церкви та давніх церковних письменників латинською мовою:25. Понад те, виклопотав дозвіл придбати для семінарії велику кількість книжок, що залишилися після смерті тобольського митрополита Антонія (Стаховського). До семінарської ж бібліотеки поступили книжки, що залишилися після митрополита Йоана Максимовича.
Окрім семінарії заснував школи у Рафаїловському, Томському, Олексіївському та Єнисейському монастирях та підтримав раніше засновану школу у Знаменському монастирі. Митрополит із особливою увагою уділяв свячень і вимагав від ставлеників знань катехізису та церковного статуту. Таким чином замість малограмотного духовенства, поступово давав церквам освічених священнослужителів.
У 1743 р. розібрав колишній приділ, що при Успенському катедральному соборі преподобних Антонія та Феодосія Печерських і замість нього, збудував і освятив у 1746 р. особливий кам'яний теплий собор в честь Трьох святих. При цьому в інших місцях єпархії збудовано багато храмів дерев'яних та кам'яних. Усіх храмів за митрополита Антонія в Тобольській єпархії було 347.
У 1747 р., після смерті єпископа Інокентія Неруновича, Іркутська єпархія (тоді нараховувалося 76 храмів) була тимчасово приєднана до Тобольської.
Помер 9 (20) жовтня 1748, похований в Успенському катедральному соборі, біля північної стіни. Над гробницею написана віршована епітафія.
У Тобольській архієрейській ризниці від митрополита Антонія збереглося: його ставлена грамота, підписана членами св. Синоду і срібний позолочений посох із написом: «Строен преосвященнейшим митрополитом Антонием Нарожницким».